# Omchi

Das Tibesti-Gebirge und seine Siedlungen

Omchi ist eine Siedlung im Norden des Tschad in der Provinz Tibesti, etwa 130 km östlich von Bardaï. Der Ort liegt an den südlichen Ausläufern des Enneri Yebbigué und nördlich des Tibesti-Gebirgszuges. Durch Pistenstraßen ist Omchi durch das Enneri Yebbigué-Tal mit Aouzou und Yebbi Souma verbunden.